# Кречмер, Мацей
Мацей Кречмер (пол. Maciej Kreczmer, род. 4 апреля 1981, Райча, Бельское воеводство) — польский лыжник, участник трёх Олимпийских игр и пяти чемпионатов мира. Более успешно выступает в спринтерских гонках.

## Карьера
В Кубке мира Кречмер дебютировал в декабре 2000 года, в феврале 2004 года первый раз попал в десятку лучших на этапе Кубка мира, в спринте. Всего на сегодняшний момент имеет 3 попадания в десятку лучших на этапах Кубка мира, 2 в личном и 1 в командном спринте. Лучшим достижением Кречмера в общем итоговом зачёте Кубка мира является 87-е место в сезоне 2003-04.
На Олимпиаде-2006 в Турине, был 33-м в спринте свободным стилем и 7-м в командном спринте классическим стилем.
На Олимпиаде-2010 в Ванкувере, стартовал в трёх гонках: 15 км коньком — 66-е место, спринт — 25-е место и командный спринт — 12-е место.
За свою карьеру принимал участие в пяти чемпионатах мира, лучший результат 5-е место в командном спринте на чемпионате мира — 2007, в личных гонках не поднималась выше 17-го места.
Использует лыжи производства фирмы Fischer, ботинки и крепления Salomon.